# Desfado
Desfado é o 5.º álbum de originais da cantora portuguesa Ana Moura.
A cantora conta neste álbum com a participação de Manel Cruz (Ornatos Violeta), Márcia, Pedro da Silva Martins (Deolinda), Miguel Araújo, Luísa Sobral e António Zambujo na composição e com Aldina Duarte, Tozé Brito, Manuela de Freitas e Pedro Abrunhosa para a criação dos temas.
A acompanhar a fadista nos seus espetáculos ao vivo estiveram Ângelo Freire (guitarra portuguesa), Pedro Soares (viola de fado), André Moreira (baixo e contrabaixo), João Gomes (teclados) e Márcio Costa (bateria e percussões).
É considerado o maior sucesso do fado no século XXI, entrando em paradas musicais de diversos países e vendendo 300 mil cópias em 10 meses. Em Portugal, o álbum debutou na segunda posição do Top 30 Álbuns da Associação Fonográfica Portuguesa, atingindo a primeira posição por seis semanas e permanecendo um total de 105 semanas entre os dez mais vendidos do país e 207 semanas no top 30. Em 2016 recebeu a sêxtupla platina, por 90 mil cópias vendidas em Portugal.

## Lista de faixas
| Edição padrão |                                            |                                                |         |  |
| N.º           | Título                                     | Compositor(es)                                 | Duração |  |
| 1.            | "Desfado"                                  | Pedro da Silva Martins                         | 2:35    |  |
| 2.            | "Amor Afoito"                              | Nuno Figueiredo, Jorge Benvinda                | 4:05    |  |
| 3.            | "Até Ao Verão"                             | Márcia Santos                                  | 4:07    |  |
| 4.            | "Despiu a Saudade"                         | Paulo Abreu de Lima, António Zambujo           | 3:36    |  |
| 5.            | "A Case of You"                            | Joni Mitchell                                  | 5:03    |  |
| 6.            | "E Tu Gostavas De Mim"                     | Miguel Araújo Jorge                            | 2:46    |  |
| 7.            | "Havemos de Acordar" (featuring Tim Ries)  | Pedro da Silva Martins                         | 5:18    |  |
| 8.            | "A Fadista"                                | Manuela de Freitas, Pedro Rodrigues dos Santos | 4:12    |  |
| 9.            | "Se Acaso Um Anjo Viesse"                  | Aldina Duarte, Adriano Batista                 | 1:42    |  |
| 10.           | "Fado Alado"                               | Pedro Abrunhosa                                | 4:20    |  |
| 11.           | "A Minha Estrela"                          | Hermano Sobral, Luísa Sobral                   | 2:48    |  |
| 12.           | "Thank You"                                | David Poe                                      | 3:56    |  |
| 13.           | "Como Nunca Mais"                          | Tozé Brito                                     | 2:57    |  |
| 14.           | "Com A Cabeça Nas Nuvens"                  | Mário Rainho, Fontes Rocha                     | 2:12    |  |
| 15.           | "O Espelho de Alice"                       | Nuno Miguel Guedes, Armando Machado            | 3:11    |  |
| 16.           | "Dream of Fire" (featuring Herbie Hancock) | Ana Moura                                      | 4:23    |  |
| 17.           | "Quando o Sol Espreitar de Novo"           | Manel Cruz                                     | 4:30    |  |

| Edição internacional |                                            |         |  |
| N.º                  | Título                                     | Duração |  |
| 1.                   | "Desfado"                                  | 2:35    |  |
| 2.                   | "A Case of You"                            | 5:03    |  |
| 3.                   | "Até Ao Verão"                             | 4:07    |  |
| 4.                   | "Havemos de Acordar" (featuring Tim Ries)  | 5:18    |  |
| 5.                   | "Thank You"                                | 3:56    |  |
| 6.                   | "E Tu Gostavas De Mim"                     | 2:46    |  |
| 7.                   | "Amor Afoito"                              | 4:05    |  |
| 8.                   | "Fado Alado"                               | 4:20    |  |
| 9.                   | "A Minha Estrela"                          | 2:48    |  |
| 10.                  | "A Fadista"                                | 4:12    |  |
| 11.                  | "Quando o Sol Espreitar de Novo"           | 4:30    |  |
| 12.                  | "Com A Cabeça Nas Nuvens"                  | 2:12    |  |
| 13.                  | "Dream of Fire" (featuring Herbie Hancock) | 4:23    |  |
| 14.                  | "Despiu a Saudade"                         | 3:36    |  |

## Posições
| Paradas (2012)                          | Posições |
| --------------------------------------- | -------- |
| Portugal - AFP                          | 1        |
| Estados Unidos - Billboard World Albums | 7        |
| Espanha - PROMUSICAE                    | 39       |
| Bélgica - Ultratop                      | 198      |

| País / Certificadora | Certificação | Vendas  |
| -------------------- | ------------ | ------- |
| Portugal - AFP       | 6× Platina   | 90.000  |
| Mundo                | —            | 300.000 |